# Quem Tá no Jogo
Quem Tá No Jogo é o quinto álbum do grupo de rap brasileiro RZO lançado em 15 de dezembro de 2017, O álbum foi classificado e ficou em 8º melhor álbum em 2017. O álbum conta com a participação do rapper Criolo na música "Destinos", e também ajudou a produzir.

## Lista de músicas
| N.º            | Título                     | Compositor(es)  | Duração |  |
| 1.             | "Intro"                    | RZO             | 3:29    |  |
| 2.             | "As Armas Que Matam"       | RZO             | 4:17    |  |
| 3.             | "Maria Luiza"              | RZO             | 3:29    |  |
| 4.             | "Rap É Isso Aí"            | RZO             | 3:32    |  |
| 5.             | "Deixa Pra Lá"             | RZO             | 3:14    |  |
| 6.             | "Revolta dos Humildes"     | RZO             | 4:40    |  |
| 7.             | "Skit"                     | RZO             | 1:23    |  |
| 8.             | "Jovens à Frente do Tempo" | RZO             | 3:32    |  |
| 9.             | "Tráfico"                  | RZO, Lino Krizz | 3:11    |  |
| 10.            | "Orelhada"                 | RZO             | 3:46    |  |
| 11.            | "Destinos"                 | RZO, Criolo     | 5:15    |  |
| 12.            | "A Viagem (Remix)"         | RZO             | 3:16    |  |
| Duração total: | Duração total:             | Duração total:  | 30:14   |  |